# Deep Shadows and Brilliant Highlights
Deep Shadows and Brilliant Highlights är rockgruppen HIMs tredje album. Albumet släpptes av Sony BMG den 27 augusti 2001.

## Låtlista
1. "Salt in Our Wounds" - 4:00
2. "Heartache Every Moment" - 3:58
3. "Lose You Tonight" - 3:44
4. "In Joy and Sorrow" - 4:02
5. "Pretending" - 3:57
6. "Close to the Flame" - 3:48
7. "You Are the One" - 3:28 (Limited edition)
8. "Please Don't Let It Go" - 4:32
9. "Beautiful" - 4:35
10. "In Love and Lonely" - 3:48 (Limited edition)
11. "Don't Close Your Heart" - 4:41
12. "Love You Like I Do" - 5:14